# Hozier
Andrew Hozier-Byrne (n. 17 martie 1990), cunoscut sub numele de scenă Hozier ( /ˈhoʊziər/  ), este un muzician, cântăreț și compozitor irlandez din Comitatul Wicklow . A cunoscut succesul internațional în urma lansării single-ului său de debut „Take Me to Church”, care a fost certificat multi-platină în mai multe țări, inclusiv SUA, Marea Britanie și Canada. 
În 2013, a lansat EP-ul său de debut, cu single-ul „Take Me to Church”. Albumul său studio lansat în 2014, a debutat în fruntea clasamentului în Irlanda și a ajuns top ten în cele globale. A fost certificat platină de 6 ori în Irlanda și multi-platină în mai multe țări. A început un turneu în America și Europa pentru a susține albumul. 
În septembrie 2018, Hozier a lansat un EP intitulat Nina Cried Power, cu piesa omonimă ca single. A lansat al doilea album, Wasteland, Baby!, în martie 2019, care debutat în topul Billboard 200 . Urmează să lanseze un turneu mondial, începând cu primăvara anului 2019, pentru a susține albumul. 

## Copilărie
Hozier s-a născut în Bray, Irlanda.   Tatăl lui Hozier, John Byrne, este un baterist de blues pe timp de noapte și lucrător la o bancă ziua, în timp ce mama sa, Raine Hozier-Byrne, este artistă.  
Hozier și fratele său, Jon, au fost crescuți în credința minorității protestante Quaker.  A început să scrie piese de la vârsta de 15 ani.  A urmat Școala Delgany și Școala Sf. Gerard înainte de a începe studiul muzicii la Trinity College în Dublin . A renunțat după jumătatea primului an de facultate pentru a înregistra demo-uri pentru Universal Music.  

## Carieră

### Începuturi
În timp ce studia la Trinity, Hozier frecventa orchestra colegiului. A fost membru al ansamblului coral Anúna din 2009 până în 2012 și apare ca solist la lansarea Illuminations, cântând în „La Chanson de Mardi Gras”.  A concertat și cântat cu grupul acesta la nivel internațional, având inclusiv spectacole în Norvegia și Olanda. 
Hozier cântat la Festivalul Oxegen în 2009  și în 2010. 

### 2013-2016:Take Me to Church PEșiHozier

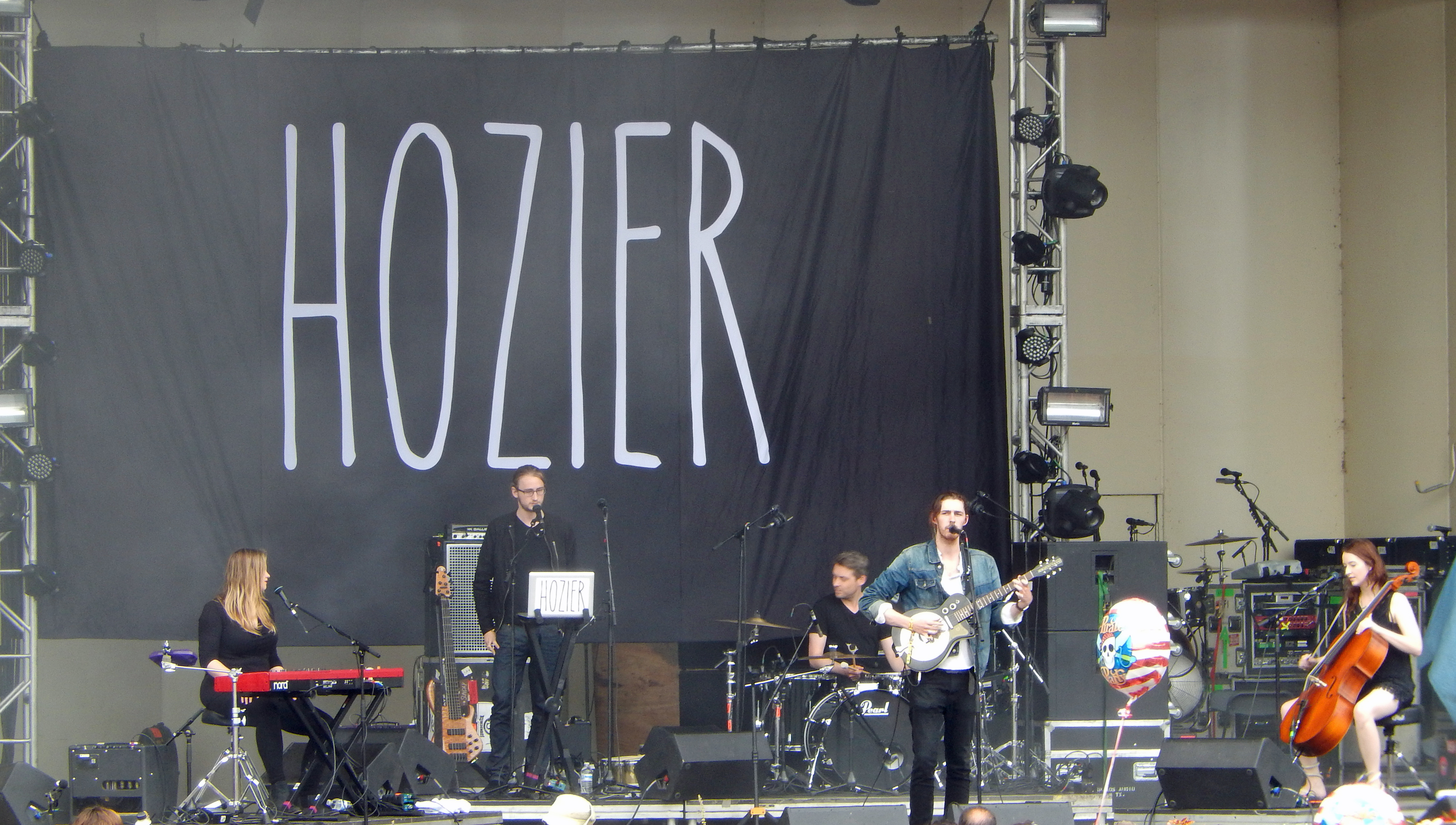
Hozier interpretând la Lollapalooza, Chicago, în ianuarie 2014.

În iulie 2013, Hozier a lansat EP-ul Take Me to Church. Piesa de titlu este un cântec pop blues-gospel cu versuri despre găsirea consolării în iubire, iar videoclipul a fost regizat de Brendan Canty și descrie violența anti-homosexuală în Rusia.   Lansat în septembrie, videoclipul a fost distribuit de Stephen Fry, a apărut pe prima pagină de pe Reddit, devenind viral.    Single-ul a obținut succes global, cu cinci poziții de top din întreaga lume și obținând certificări multi-platină. 
În 2014, Hozier a lansat al doilea EP, From Eden. Una dintre piese, „Cherry Wine”, a apărut în filmul lui Zach Braff, „Wish I Was Here”, ales pentru „versurile înduioșătoare și calitatea poetică”.  Mai târziu Hozier a interpretat-o în cadrul Late Late Show.  
Hozier a lansat albumul Hozier în septembrie 2014 cu cinci single-uri, printre care „Take Me to Church”, „Someone New”, „Work Song” si „From Eden”. A avut un turneu american și european pentru a susține albumul. 
„Take Me to Church” a fost nominalizat la a 57-a ediție apremiilor Grammy pentru premiul Piesa Anului în 2015. La ceremonia decernării de premii a interpretat cântecul cu Annie Lennox,  și mai târziu la premiile muzicale Billboard din 2015. La 12 noiembrie 2015, a câștigat Artistul Anului VH1, bazat pe voturile fanilor. De asemenea, a interpretat „Take Me to Church” și un cover al melodiei „Blackbird” de la Beatles în duet cu Tori Kelly.  În iunie 2016, Hozier a lansat piesa „Better Love”, ca parte a coloanei sonore a filmului Legend of Tarzan.  

### 2018-:Nina Cried Power EPșiWasteland, Baby!
În septembrie 2018, Hozier s-a întors, lansând EP-ul Nina Cried Power, care conține o piesă omonimă în colaborare cu Mavis Staples, pe lângă alte trei melodii intitulate „NFWMB”, „Moment's Silence” si „Shrike”. După care a declarat că înregistrează al doilea album studio. Piesa de titlu, „Nina Cried Power”, se opune xenofobiei  și face referire la diferiți muzicieni, recunoscând contribuțiile lor. 
Cel de-al doilea album al lui Hozier, Wasteland, Baby!, a fost lansat pe 1 martie 2019 și a debutat în topul Billboard 200 .   Coperta albumului a fost pictată de mama lui Hozier, care a creat coperțile pentru unele dintre lansările sale anterioare. 
A lansat single-ul principal al albumului „Movement”, pe 14 noiembrie 2018, împreună cu un videoclip în care apare dansatorului ucrainean de balet, Serghei Polunin . Polunin a conceput anterior un dans pentru melodia lui Hozier „Take Me to Church”.   Apoi, cântărețul a lansat, de asemenea, „Almost (Sweet Music)” la 16 ianuarie 2019 și „Dinner and Diatribes” la 15 februarie.  A urmat videoclipul pentru cea din urmă pe 6 martie, în care apare cu Anya Taylor-Joy  , regizat de Anthony Byrne, care a regizat și videoclipul "Someone New". Două melodii din EP-ul Nina Cried Power, piesa de titlu și "Shrike", sunt, de asemenea, incluse pe acest album.  Cântecul „No Plan” este influențat în mare măsură de o prelegere făcută de astrofizicianul Katie Mack   despre sfârșitul universului. 
Este unul dintre principalii interpreți de la Electric Picnic  2019.  Hozier este programat să participe la Festivalul Glastonbury 2019  și la Lollapalooza 2019. 

## Mesaje sociale în cântece
Videoclipul „Take Me to Church” prezintă doi bărbați care au o relație de homosexuală, subliniind nedreptățile și violențele comise împotriva membrilor comunității LGBT. Videoclipul piesei a fost inspirat de imaginile cu acte violente împotriva bărbaților homosexuali din Rusia.  Videoclipul pentru piesa „Cherry Wine" a fost lansat pentru a crește gradul de conștientizare asupra violenței domestice. 
„Nina Cried Power” este o melodie care amintește artiști precum Nina Simone, Bob Dylan și Mavis Staples, a căror activitate a avut o poziție politică sau socială.  Piesa în sine reprezintă „un semn de mulțumire pentru spiritul și moștenirea protestului”.  Videoclipul piesei conține activiști irlandezi, alături de filmări ale unor proteste reale. 
„Be” conține numeroase aluzii la creșterea nivelului mării și crizele refugiaților, un vers al melodiei fiind: „Când omul care dă ordinul, Se naște data viitoare pe barca trimisă înapoi, Când corpurile mor foame la graniță... Când marea se ridică pentru a ne întâlni”. 

## Premii
BBC Music Awards
| An   | Nominalizarea     | Premiu                           | Rezultat    |
| ---- | ----------------- | -------------------------------- | ----------- |
| 2015 | Hozier            | Artistul Internațional al Anului | Nominalizat |
| 2015 | Take Me to Church | Cântecul Anului                  | Câștigat    |

American Music Awards
| An   | Nominalizarea | Premiu                     | Rezultat    |
| ---- | ------------- | -------------------------- | ----------- |
| 2015 | Hozier        | Artist Alternativ Preferat | Nominalizat |

Premiile Muzicale Billboard
| An   | Nominalizarea     | Premiu                  | Rezultat    |
| ---- | ----------------- | ----------------------- | ----------- |
| 2015 | Hozier            | Cel Mai Bun Artist Nou  | Nominalizat |
| 2015 | Hozier            | Cel Mai Bun Artist Rock | Câștigat    |
| 2015 | Take Me to Church | Cea Mai Bună Melodie    | Nominalizat |
| 2015 | Take Me to Church | Cel Mai Bun Cântec Rock | Câștigat    |
| 2015 | Hozier            | Cel Mai Bun Album Rock  | Nominalizat |

Premiile LOS40
| An   | Nominalizarea     | Premiu                               | Rezultat    |
| ---- | ----------------- | ------------------------------------ | ----------- |
| 2015 | Hozier            | Cel Mai Bun Artist Internațional Nou | Nominalizat |
| 2015 | Take Me to Church | Cel Mai Bun Video Internațional      | Nominalizat |

MTV Europe Music Awards
| An   | Nominalizarea     | Premiu                             | Rezultat    |
| ---- | ----------------- | ---------------------------------- | ----------- |
| 2014 | Take Me to Church | Cel Mai Bun Cântec cu Mesaj Social | Nominalizat |

MTV Video Music Awards
| An   | Nominalizarea     | Premiu              | Rezultat    |
| ---- | ----------------- | ------------------- | ----------- |
| 2015 | Take Me to Church | Cel Mai Bun Video   | Nominalizat |
| 2015 | Take Me to Church | Cel Mai Bun Regizor | Nominalizat |

Premiile Europene Border Breakers
| An   | Nominalizarea | Premiu         | Rezultat |
| ---- | ------------- | -------------- | -------- |
| 2015 | Hozier        | Albumul Anului | Câștigat |

Premiile Grammy
| An   | Nominalizarea     | Premii          | Rezultat    |
| ---- | ----------------- | --------------- | ----------- |
| 2015 | Take Me to Church | Cântecul Anului | Nominalizat |

Teen Choice Awards
| An   | Nominalizarea     | Premiu                       | Rezultat |
| ---- | ----------------- | ---------------------------- | -------- |
| 2015 | Take Me to Church | Alegerea pentru Melodia Rock | Câștigat |

Premiile Juno
| An   | Nominalizarea | Premiu                          | Rezultat    |
| ---- | ------------- | ------------------------------- | ----------- |
| 2016 | Hozier        | Albumul Internațional al Anului | Nominalizat |